# Milnthorpe
Milnthorpe est un grand village d'Angleterre et district électoral du South Lakeland district en Cumbria. Il fait partie du comté historique du Westmorland et chevauche la route A6. Le bourg comprend plusieurs établissements hôteliers et accueille un marché au Square tous les vendredis. La  paroisse civile de Milnthorpe avait une population de 2 106 habitants au recensement de 2001 et de 2 199 à celui de 2011.

## Personnalité
- Constance Holme (1880-1955), écrivain